# امپراتور گودایگو
امپراتور گودای‌گو (後醍醐天皇 Go-Daigo-tennō) (بیست و ششم نوامبر ۱۲۸۸ - نوزدهم سپتامبر ۱۳۳۹) بر مبنای ترتیب سنتی جانشینی، نود و ششمین امپراتور ژاپن بود. در دوران تجدید حیات کن‌مو (建武の新政, Kenmu no shinsei) (۱۳۳۶–۱۳۳۳) امپراتور گودای‌گو تلاش کرد تا با به کار گماردن نجبای وابسته به خاندان پادشاهی، حکومتی غیرنظامی تشکیل داده و به ۱۴۸ سال حکومت نظامیان در دوره کاماکورا پایان دهد. با این همه، تلاش‌های او در نهایت به نتیجه نرسید و دوران شوگون‌سالاری آشی‌کاگا (۱۳۳۶–۱۵۷۵) آغاز شد. نود و ششمین امپراتور گودایگو به دلیل تأسیس دربار جنوبی در مخالفت با آشیکاگا تاکائوجی پس از پایان دوره کاماکورا شناخته شده است. دربار جنوبی یک دربار امپراتوری بود که به‌طور مستقل توسط امپراتور گو-دایگو تأسیس شد و به دلیل اینکه در یوشینو (منطقه یوشینو امروزی، استان نارا) در جنوب کیوتو تأسیس شد، دربار جنوبی نامیده شد. او دارای ۳۲ فرزند، ۱۷ شاهزاده و ۱۵ شاهدخت، با ۲۰ زن مختلف بود.

## زندگی
مادر او ایتسوجی تاداکو، دختر ایتسوجی تاداتسوگو بود و نام واقعی امپراتور گودایگو در زمان حیاتش تاکاهارو نام داشت.
در سال ۱۳۰۸ (سال اول انکی)، امپراتور گو-دایگو ولیعهد نود و پنجمین امپراتور هانازونو، که پسر عموی دوم او بود و ۹ سال از او کوچکتر بود، در ۳۱ سالگی به سلطنت رسید. بلافاصله پس از به تخت نشستن، او به شدت از حکومت مستقیمی که بر آن حکومت می‌کرد آگاه بود و در سال ۱۳۲۱ (سال اول گنچو) حکومت صومعه ای (سیستم اینسی) امپراتور بازنشسته گودا (که در آن امپراتور پس از کناره‌گیری از تاج و تخت سیاست انجام می‌داد) را لغو کرد و سیاست آرمانی را دنبال کرد. با هدف ایجاد یک حکومت مستقیم شبیه به "Engi Tenryaku no Chi" توسط امپراتور دایگو و امپراتور موراکامی، یک سیستم سیاسی ایجاد شد که در آن امپراتور گو-دایگو قدرت واقعی را در دست داشت در حالی که من جسورانه روی سیاست‌های جدید کار می‌کردم. علاوه بر این، امپراتور گو-دایگو به همان اندازه که در سیاست فعال بود، در روابط با زنان نیز فعال بود و با همسران اصلی و غیراصلی خود فرزندان و دختران زیادی داشت.
در اواخر دوره کاماکورا، خط امپراتوری خاندان امپراتوری به دو خط تقسیم شد، جناح جیمیوئین و جناح دایگاکوجی، و شوگونی کاماکورا به‌طور متناوب از هر دو جناح به قدرت صعود می‌کرد. این سیستم قدرت گرفتن ریوتو تسوریتسو‏ نام داشت و برای انتقال وراثت استفاده می‌شد.
امپراتور گو-دایگو از جناح دایگاکوجی بود و تصمیم بر این شد که نسل بعدی شاهزاده ای از جناح جیمیوئین باشد که تاج و تخت امپراتوری را به ارث خواهد برد، بنابراین اگر اوضاع به همین منوال پیش می‌رفت، امپراتور گو-دایگو نمی‌توانست. به فرزندانش اجازه دهد تا تاج و تخت را به ارث ببرند، و راه او برای ایجاد یک دولت در صومعه به عنوان یک امپراتور بازنشسته حکومت صومعه ای (سیستم اینسی) نیز بسته شده بود. در نتیجه، امپراتور گو-دایگو به‌طور فزاینده ای از سیستم تعیین امپراتور که توسط شوگون سالاری به صورت نوبتی بین دو جناح تعیین شده بود ناراضی شد و امپراتور گودایگو روز به روز مصمم تر شد تا قدرت را از شوگون سالاری کاماکورا پس بگیرد.

## نقشه شکست شوگون‌سالاری و تبعید امپراتور گو-دایگو به جزیره
امپراتور گو-دایگو نقشه ای برای سرنگونی شوگون سالاری با ملازمان نزدیک خود به منظور اجرای سیاست‌های تحت رهبری امپراتور طراحی کرد. در سال ۱۳۲۴ (سال چهارم جنتو)، به عنوان آغاز طرحی برای شکست شوگون‌سالاری، قصد داشتند به نهاد ملازم کیوتو، روکوهارا تاندای حمله کنند، اما این طرح به شوگون‌سالاری گزارش شد و به شکست ختم شد. در طی این حادثه شوچو، ملازمان نزدیک امپراتور گو-دایگو، هینو سوکه‌تومو و هینو توشیموتو با ارائه توضیحی کتبی به شوگون‌سالاری توانستند نشان بدهند که او هیچ دخالتی نداشته و از مجازات امپراتور جلوگیری کردند.
اگرچه طرف امپراتور قبلاً در وضعیت نامناسبی قرار داشت، اما تصمیم امپراتور گو-دایگو برای شکست دادن شوگون‌سالاری قوی بود. در حین احضار سامورایی‌ها از جناح امپراتور، او بارها اعمالی مانند دستور دعا برای کانتو جوبوکو (برای شکست دادن موانع شیطانی به منظور شکست شوگونات کاماکورا) در معابد انجام داد.
می‌توان گفت که امپراتور گودایگو امپراتوری است که در اواخر دوره کاماکورا به بودیسم باطنی بسیار گرایش داشت. اگر به پرتره معروف امپراتور گودایگو نگاه کنید، می‌بینید که او ابزارهای آیینی بودیسم باطنی «گوکوشو» و «گوکوری» و همچنین «کسا»، راهب را در دستان خود گرفته است. او را با کسا به تصویر کشیده‌اند.
همان‌طور که از این ظاهر منحصربه‌فرد پیداست، گفته می‌شود که امپراتور گو-دایگو خودش دعای بودایی باطنی را انجام داده است. در آن زمان امپراتور گو-دایگو به انجام طلسم‌ها و نفرین‌ها برای شکست دادن شوگون‌سالاری از طریق چنین بودیسم باطنی ادامه داد.
در سال ۱۳۳۱ (سال سوم جنتوکو)، نقشه امپراتور گو-دایگو برای سرنگونی حکومت شوگون یک بار دیگر مخفیانه گزارش شد و شوگون‌سالاری به همراه ملازمان نزدیک خود برای دستگیری امپراتور گو-دایگو اقدام کردند. امپراتور گو-دایگو با سه گنجینه مقدس ژاپن از کاخ امپراتوری فرار کرد و به کاساگیاما (کاساگی-چو، سوراکو-گان کنونی، استان کیوتو) گریخت. در این دوره، شوگون‌سالاری  کاماکورا امپراتور گو-دایگو را برکنار کرد و امپراتور کوگون را بر تاج و تخت نشاند. هنگامی که ارتش شوگون به کوه کاساگی حمله کرد، امپراتور گو-دایگو دستگیر و به جزایر اوکی (منطقه اوکی کنونی، استان شیمانه) تبعید شد.

## درگیری بین امپراتور گو-دایگو و آشیکاگا تاکائوجی

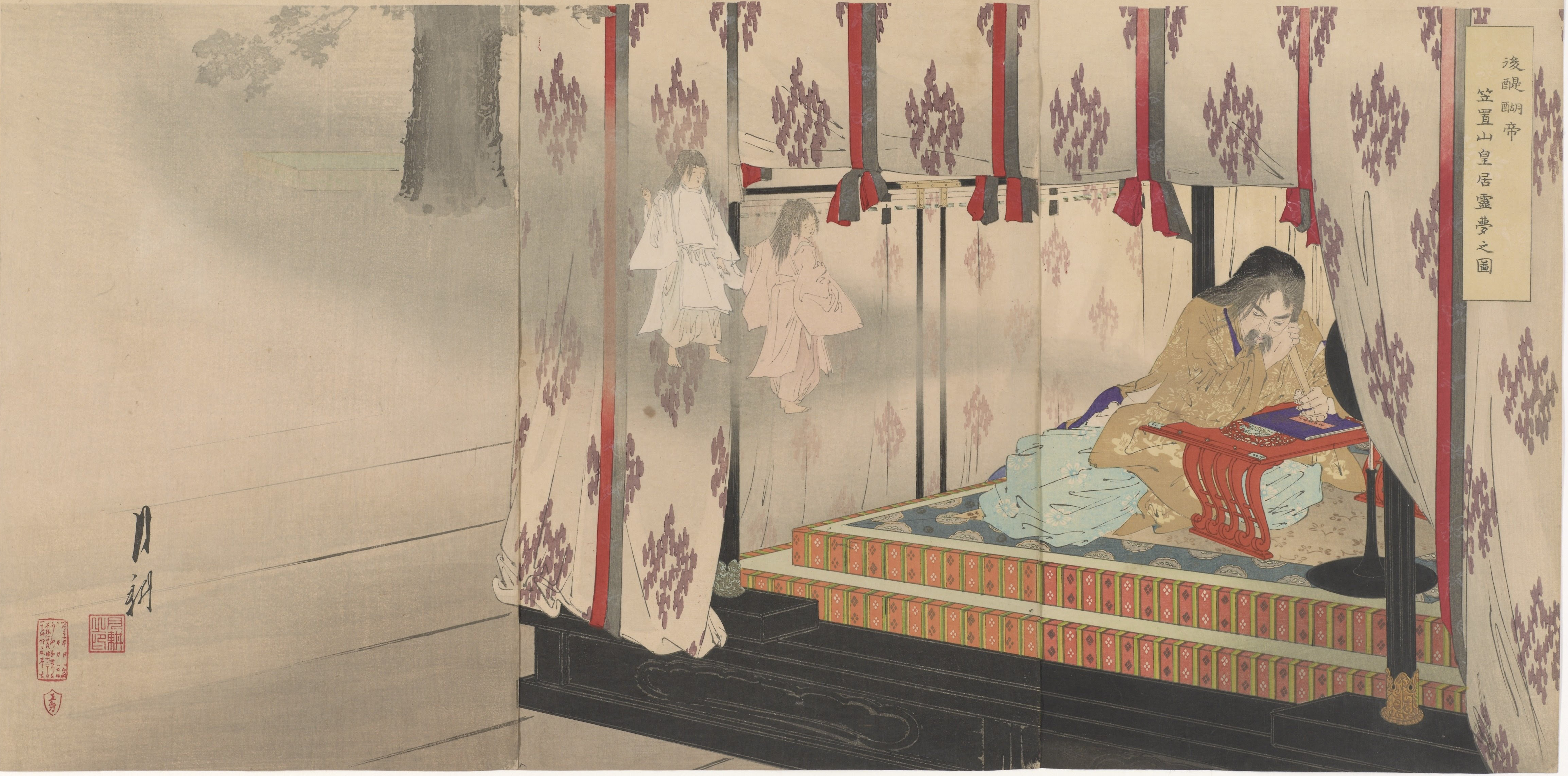
باسمهٔ چوبی اوکی‌یوئه از گکو اوگاتا (Gekko Ogata) امپراتور گودای‌گو را در قصر خویش در حال دیدن رؤیای شبح‌ها نشان می‌دهد.

در حالی که امپراتور گو-دایگو به جزیره تبعید شد، کوسونوکی ماساشیگه و پسر امپراتور گو-دایگو، شاهزاده امپراتوری شاهزاده موری‌یوشی، ارتشی را برای پیروی از او تشکیل دادند و جنبش‌های ضد شوگون در جاهای مختلف احیا شد و اوضاع به صورت کامل تغییر کرد.
به منظور استفاده از این فرصت، امپراتور گودایگو در سال ۱۳۳۳ با یک قایق ماهیگیری از جزیره اوکی گریخت (شوکی ۲)، قصری در کوه ساخت و از هوادارانش خواست تا ارتش تشکیل دهند. علاوه بر این، هنگامی که آشیکاگا تاکائوجی، که علیه شوگون‌سالاری  کاماکورا شورش کرده بود، به طرف امپراتور گو-دایگو پیوست، اوضاع ناگهان تغییر کرد و روکوهارا تاندای را نابود کرد و در نتیجه شوگون‌سالاری  کاماکورا فروپاشید. به این ترتیب امپراتور گودایگو به کیوتو بازگشت و دوباره قدرت را به دست گرفت.
امپراتور گو-دایگو که به قدرت بازگردانده شد، تجدید حیات کن‌مو را راه اندازی کرد و امپراتوری امپراتور کوگون را که بر تخت سلطنت نشسته بود و نام دوره (شوکی) را لغو کرد. او سپس به اموال امپراتور بازنشسته، اشراف دربار و معابد و زیارتگاه‌ها را کمک کرد و به ژنرال‌هایی که در سرنگونی حکومت شوگون‌سالاری نقش داشتند، جوایزی برای خدمات شایسته اعطا کرد.
با این حال، سامورایی‌ها از پاداش‌هایی که امپراتور گو-دایگو، عمدتاً به اشراف دربار می‌داد، راضی نبودند و نارضایتی از امپراتور گو-دایگو در میان گروه‌های سامورایی افزایش یافت.
در سال ۱۳۳۴ (سال اول کنمو)، یک سال پس از شروع دولت جدید، گرافیتی (راکوشو: هدف انتقاد سیاسی) دربارهٔ دولت جدید تجدید حیات کن‌مو و وضعیت پایتخت در کیوتو نوشته شد. دولت گو-دایگو قبلاً نشانه‌هایی از انحطاط را نشان می‌داد.
امپراتور گو-دایگو علیرغم دریافت انتقادات، اقدام به ایجاد یک سیستم جدید کرد و به‌طور فعال اقدامات امنیتی مانند قرار دادن کوکوشی و شوگو (فرمانداران استان‌ها) در هر ولایت را برای کنترل هرج و مرج در جهان اجرا کرد. در پشت صحنه، رژیم دیکتاتوری گو-دایگو که بر اقتدار امپراتور پافشاری می‌کرد، او در آستانه سقوط قرار داشت، زیرا دولت او به دلیل صرف هزینه برای ساخت کاخ امپراتوری و مبارزه با اقدامات مالی مورد انتقاد قرار گرفت.

## توطئه توسط بقایای شوگون‌سالاری و خیانت آشیکاگا تاکائوجی
در سال ۱۳۳۴ (سال اول کنمو)، اشراف دربار کینمونه سایونجی، که با سقوط شوگون‌سالاری  کاماکورا شغل خود را از دست داد، و هوجو یاسوایه، یکی از بازماندگان خاندان هوجو که مسئول دولت آن در دوره کاماکورا بود. به منظور فروپاشی دولت جدید و بازگرداندن قدرت، این خاندان برای ترور امپراتور گو-دایگو نقشه می‌کشند. این نقشه از قبل اعلام شده بود، و کینمونه سایونجی توسط ملازمان نزدیک امپراتور گو-دایگو دستگیر و اعدام شد، اما هوجو یاسوایه موفق به فرار شد و اعضای باقی مانده از خاندان هوجو را تشویق کرد تا قیام کنند.
سپس، در سال ۱۳۳۵ (سال دوم کنمو)، هوجو توکی‌یوکی شورش ناکاسندای (ناکاسندای نو ران) را در ولایت شینانو (استان ناگانو کنونی) آغاز کرد و هوجو توکی‌یوکی و بقیه بقایای هوجو به‌طور موقت کاماکورا را اشغال کردند.
آشیکاگا تاکائوجی دربار امپراتوری را تحت فشار قرار داد تا خاندان هوجو را تحت سلطه خود درآورد و یک سی تایشوگون منصوب کند، اما امپراتور گو-دایگو نپذیرفت.
آشیکاگا تاکائوجی بدون موافقت امپراتور گو-دایگو ارتشی تشکیل داد و موفق شد کاماکورا را مجدداً تصرف کند و در قسمت شرقی ژاپن ماند و سرانجام در برابر امپراتور گو-دایگو موضع گرفت.
ارتش آشیکاگا که در سال ۱۳۳۶ وارد کیوتو شد (کنمو ۳) یک بار شکست خورد، اما دوباره از کیوشو حمله کرد، ارتش کوسونوکی ماساشیگه را در نبرد میناتوگاوا شکست داد و به کیوتو لشکر کشید.
امپراتور گو-دایگو که در تنگنا قرار داشت، از کیوتو فرار کرد و در برابر ارتش آشیکاگا مقاومت کرد، اما زمانی که آشیکاگا تاکائوجی کنترل کیوتو را به دست گرفت، تصمیم به صلح گرفتند. امپراتور گو-دایگو سه گنجینه مقدس ژاپن را به آشیکاگا تاکائوجی سپرد و امپراتور کومیو از جناح جیمیوئین به تخت نشست و امپراتوری گو-دایگو ملغی شد. علاوه بر این، شوگون‌سالاری توسط آشیکاگا تاکائوجی تأسیس شد و کنموشیکیموکو که سیاست جدیدی را ایجاد کرد، تأسیس شد.

## تأسیس دربار جنوبی توسط امپراتور گو-دایگو و آغاز دوره نانبوکوچو
امپراتور شکست خورده گودایگو توسط آشیکاگا تاکائوجی در کازان-این زندانی شد. با این حال، امپراتور گو-دایگو از زندان فرار کرد و به یوشینو گریخت. او یک دربار امپراتوری در یوشینو ایجاد کرد و ادعا کرد که سه گنج مقدسی که به آشیکاگا تاکائوجی داده جعلی هستند.
به این ترتیب، دربار جنوبی که توسط امپراتور گو-دایگو اداره می‌شد و دربار شمالی به فرمان امپراتور کومیو در کنار هم بودند و دوره نانبوکوچو (دربار شمالی و جنوبی) که ۵۷ سال ادامه داشت آغاز شد. دوره نانبوکوچو به دوره جنگ داخلی در کشور از پایان دوره کاماکورا و فروپاشی بازسازی کنمو تا دوره موروماچی اشاره دارد، اما در یک مفهوم گسترده‌تر ممکن است در دوره موروماچی نیز گنجانده شود.

## امپراتور گودایگو از دوره نانبوکوچو و روزهای پایانی
در دوره دربار شمالی و جنوبی، امپراتور گو-دایگو شاهزادگان خود را برای تقویت قدرت خود در برابر دربار شمالی به نقاط مختلف فرستاد. اما برخی از شاهزادگان در نبرد با آشیکاگا تاکائوجی جان خود را از دست دادند و دربار جنوبی نتوانست قدرت نظامی خود را به اندازه دلخواه افزایش دهد و جنگ همچنان دشوار بود.
در سال ۱۳۳۹، امپراتور گو-دایگو هفتمین پسر خود، شاهزاده امپراتوری شاهزاده نوری‌یوشی را در سن ۱۲ سالگی به ولیعهد رساند و سپس از تاج و تخت کناره‌گیری کرد و پسرش بر تخت نشست تا امپراتور گو-موراکامی شود. بلافاصله پس از این، او در سن ۵۲ سالگی درگذشت و در استان نارا) به خاک سپرده شد و به پسرش وصیت کرد که دشمنان امپراتوری را تحت سلطه خود درآورد و پایتخت را بازپس گیرد.
اگرچه امپراتور گو-دایگو تا حدودی قادر به اعمال حکومت مستقیم بود، اما نتوانست به آرمان خود برای حکومت مستقیم از دوره کاماکورا دست یابد. حتی پس از مرگ امپراتور گو-دایگو، مبارزات قدرت در دوره نانبوکوچو ادامه یافت و این دوره سرانجام به پایان رسید و دوره موروماچی آغاز شد که آشیکاگا یوشیمیتسو سومین شوگون از شوگون‌سالاری موروماچی شد دربارها متحد شدند.

## شجره نامه
|  |  |                                                    |                                                    |                                                    |                                                    |                                                    |                                                    |  |  |                                                     |                                                     |                                                     |                                                     |                                                     |                                                     |  |  |                                                       |                                                       |                                                       |                                                       |                                                       |                                                       |  |  |                                                       |                                                       |                                                       |                                                       | سایئونجی کیتسوشی ۱۲۲۵–۱۲۹۲                            | سایئونجی کیتسوشی ۱۲۲۵–۱۲۹۲                            | سایئونجی کیتسوشی ۱۲۲۵–۱۲۹۲ | سایئونجی کیتسوشی ۱۲۲۵–۱۲۹۲ | سایئونجی کیتسوشی ۱۲۲۵–۱۲۹۲                      | سایئونجی کیتسوشی ۱۲۲۵–۱۲۹۲                      |                                                 |                                                 |                                                 |                                                 |  |  | کونیهیتو ۱۲۲۰–۱۲۷۲ امپراتور گو-ساگا ۱۲۴۲–۱۲۴۶(۸۸)   | کونیهیتو ۱۲۲۰–۱۲۷۲ امپراتور گو-ساگا ۱۲۴۲–۱۲۴۶(۸۸)   | کونیهیتو ۱۲۲۰–۱۲۷۲ امپراتور گو-ساگا ۱۲۴۲–۱۲۴۶(۸۸)   | کونیهیتو ۱۲۲۰–۱۲۷۲ امپراتور گو-ساگا ۱۲۴۲–۱۲۴۶(۸۸)   | کونیهیتو ۱۲۲۰–۱۲۷۲ امپراتور گو-ساگا ۱۲۴۲–۱۲۴۶(۸۸)   | کونیهیتو ۱۲۲۰–۱۲۷۲ امپراتور گو-ساگا ۱۲۴۲–۱۲۴۶(۸۸)   |  |  |                             |                             |                             |                             |                             |                             |  |  |                                                     |                                                     |                                                     |                                                     |                                                     |                                                     |  |  |                              |                              |                              |                              |                              |                              |
|  |  |                                                    |                                                    |                                                    |                                                    |                                                    |                                                    |  |  |                                                     |                                                     |                                                     |                                                     |                                                     |                                                     |  |  |                                                       |                                                       |                                                       |                                                       |                                                       |                                                       |  |  |                                                       |                                                       |                                                       |                                                       | سایئونجی کیتسوشی ۱۲۲۵–۱۲۹۲                            | سایئونجی کیتسوشی ۱۲۲۵–۱۲۹۲                            | سایئونجی کیتسوشی ۱۲۲۵–۱۲۹۲ | سایئونجی کیتسوشی ۱۲۲۵–۱۲۹۲ | سایئونجی کیتسوشی ۱۲۲۵–۱۲۹۲                      | سایئونجی کیتسوشی ۱۲۲۵–۱۲۹۲                      |                                                 |                                                 |                                                 |                                                 |  |  | کونیهیتو ۱۲۲۰–۱۲۷۲ امپراتور گو-ساگا ۱۲۴۲–۱۲۴۶(۸۸)   | کونیهیتو ۱۲۲۰–۱۲۷۲ امپراتور گو-ساگا ۱۲۴۲–۱۲۴۶(۸۸)   | کونیهیتو ۱۲۲۰–۱۲۷۲ امپراتور گو-ساگا ۱۲۴۲–۱۲۴۶(۸۸)   | کونیهیتو ۱۲۲۰–۱۲۷۲ امپراتور گو-ساگا ۱۲۴۲–۱۲۴۶(۸۸)   | کونیهیتو ۱۲۲۰–۱۲۷۲ امپراتور گو-ساگا ۱۲۴۲–۱۲۴۶(۸۸)   | کونیهیتو ۱۲۲۰–۱۲۷۲ امپراتور گو-ساگا ۱۲۴۲–۱۲۴۶(۸۸)   |  |  |                             |                             |                             |                             |                             |                             |  |  |                                                     |                                                     |                                                     |                                                     |                                                     |                                                     |  |  |                              |                              |                              |                              |                              |                              |
|  |  |                                                    |                                                    |                                                    |                                                    |                                                    |                                                    |  |  |                                                     |                                                     |                                                     |                                                     |                                                     |                                                     |  |  |                                                       |                                                       |                                                       |                                                       |                                                       |                                                       |  |  |                                                       |                                                       |                                                       |                                                       |                                                       |                                                       |                            |                            |                                                 |                                                 |                                                 |                                                 |                                                 |                                                 |  |  |                                                     |                                                     |                                                     |                                                     |                                                     |                                                     |  |  |                             |                             |                             |                             |                             |                             |  |  |                                                     |                                                     |                                                     |                                                     |                                                     |                                                     |  |  |                              |                              |                              |                              |                              |                              |
|  |  |                                                    |                                                    |                                                    |                                                    |                                                    |                                                    |  |  |                                                     |                                                     |                                                     |                                                     |                                                     |                                                     |  |  |                                                       |                                                       |                                                       |                                                       |                                                       |                                                       |  |  |                                                       |                                                       |                                                       |                                                       |                                                       |                                                       |                            |                            |                                                 |                                                 |                                                 |                                                 |                                                 |                                                 |  |  |                                                     |                                                     |                                                     |                                                     |                                                     |                                                     |  |  |                             |                             |                             |                             |                             |                             |  |  |                                                     |                                                     |                                                     |                                                     |                                                     |                                                     |  |  |                              |                              |                              |                              |                              |                              |
|  |  |                                                    |                                                    |                                                    |                                                    |                                                    |                                                    |  |  |                                                     |                                                     |                                                     |                                                     |                                                     |                                                     |  |  |                                                       |                                                       |                                                       |                                                       |                                                       |                                                       |  |  |                                                       |                                                       |                                                       |                                                       |                                                       |                                                       |                            |                            |                                                 |                                                 |                                                 |                                                 |                                                 |                                                 |  |  |                                                     |                                                     |                                                     |                                                     |                                                     |                                                     |  |  |                             |                             |                             |                             |                             |                             |  |  |                                                     |                                                     |                                                     |                                                     |                                                     |                                                     |  |  |                              |                              |                              |                              |                              |                              |
|  |  |                                                    |                                                    |                                                    |                                                    |                                                    |                                                    |  |  |                                                     |                                                     |                                                     |                                                     |                                                     |                                                     |  |  |                                                       |                                                       |                                                       |                                                       |                                                       |                                                       |  |  |                                                       |                                                       |                                                       |                                                       |                                                       |                                                       |                            |                            |                                                 |                                                 |                                                 |                                                 |                                                 |                                                 |  |  |                                                     |                                                     |                                                     |                                                     |                                                     |                                                     |  |  |                             |                             |                             |                             |                             |                             |  |  |                                                     |                                                     |                                                     |                                                     |                                                     |                                                     |  |  |                              |                              |                              |                              |                              |                              |
|  |  |                                                    |                                                    |                                                    |                                                    |                                                    |                                                    |  |  | تواین ایشی ۱۲۴۶–۱۳۲۹                                | تواین ایشی ۱۲۴۶–۱۳۲۹                                | تواین ایشی ۱۲۴۶–۱۳۲۹                                | تواین ایشی ۱۲۴۶–۱۳۲۹                                | تواین ایشی ۱۲۴۶–۱۳۲۹                                | تواین ایشی ۱۲۴۶–۱۳۲۹                                |  |  | هیساهیتو ۱۲۴۳–۱۳۰۴ امپراتور گو-فوکاکوسا ۱۲۴۶–۱۲۶۰(۸۹) | هیساهیتو ۱۲۴۳–۱۳۰۴ امپراتور گو-فوکاکوسا ۱۲۴۶–۱۲۶۰(۸۹) | هیساهیتو ۱۲۴۳–۱۳۰۴ امپراتور گو-فوکاکوسا ۱۲۴۶–۱۲۶۰(۸۹) | هیساهیتو ۱۲۴۳–۱۳۰۴ امپراتور گو-فوکاکوسا ۱۲۴۶–۱۲۶۰(۸۹) | هیساهیتو ۱۲۴۳–۱۳۰۴ امپراتور گو-فوکاکوسا ۱۲۴۶–۱۲۶۰(۸۹) | هیساهیتو ۱۲۴۳–۱۳۰۴ امپراتور گو-فوکاکوسا ۱۲۴۶–۱۲۶۰(۸۹) |  |  | سایئونجی (فوجیوارا) نو کیمیکو ۱۲۳۲–۱۳۰۴               | سایئونجی (فوجیوارا) نو کیمیکو ۱۲۳۲–۱۳۰۴               | سایئونجی (فوجیوارا) نو کیمیکو ۱۲۳۲–۱۳۰۴               | سایئونجی (فوجیوارا) نو کیمیکو ۱۲۳۲–۱۳۰۴               | سایئونجی (فوجیوارا) نو کیمیکو ۱۲۳۲–۱۳۰۴               | سایئونجی (فوجیوارا) نو کیمیکو ۱۲۳۲–۱۳۰۴               |                            |                            | توئین نو سانه‌کو ۱۲۴۵–۱۲۷۲                       | توئین نو سانه‌کو ۱۲۴۵–۱۲۷۲                       | توئین نو سانه‌کو ۱۲۴۵–۱۲۷۲                       | توئین نو سانه‌کو ۱۲۴۵–۱۲۷۲                       | توئین نو سانه‌کو ۱۲۴۵–۱۲۷۲                       | توئین نو سانه‌کو ۱۲۴۵–۱۲۷۲                       |  |  | تسونه‌هیتو ۱۲۴۹–۱۳۰۵ امپراتور کامه‌یاما ۱۲۶۰–۱۲۷۴(۹۰) | تسونه‌هیتو ۱۲۴۹–۱۳۰۵ امپراتور کامه‌یاما ۱۲۶۰–۱۲۷۴(۹۰) | تسونه‌هیتو ۱۲۴۹–۱۳۰۵ امپراتور کامه‌یاما ۱۲۶۰–۱۲۷۴(۹۰) | تسونه‌هیتو ۱۲۴۹–۱۳۰۵ امپراتور کامه‌یاما ۱۲۶۰–۱۲۷۴(۹۰) | تسونه‌هیتو ۱۲۴۹–۱۳۰۵ امپراتور کامه‌یاما ۱۲۶۰–۱۲۷۴(۹۰) | تسونه‌هیتو ۱۲۴۹–۱۳۰۵ امپراتور کامه‌یاما ۱۲۶۰–۱۲۷۴(۹۰) |  |  | فوجیوارا نو کیشی ۱۲۵۲–۱۳۱۸  | فوجیوارا نو کیشی ۱۲۵۲–۱۳۱۸  | فوجیوارا نو کیشی ۱۲۵۲–۱۳۱۸  | فوجیوارا نو کیشی ۱۲۵۲–۱۳۱۸  | فوجیوارا نو کیشی ۱۲۵۲–۱۳۱۸  | فوجیوارا نو کیشی ۱۲۵۲–۱۳۱۸  |  |  | شاهزاده مونه‌تاکا ۱۲۴۲–۱۲۷۴ ششمین شوگون : ۱۲۵۲–۱۲۶۶  | شاهزاده مونه‌تاکا ۱۲۴۲–۱۲۷۴ ششمین شوگون : ۱۲۵۲–۱۲۶۶  | شاهزاده مونه‌تاکا ۱۲۴۲–۱۲۷۴ ششمین شوگون : ۱۲۵۲–۱۲۶۶  | شاهزاده مونه‌تاکا ۱۲۴۲–۱۲۷۴ ششمین شوگون : ۱۲۵۲–۱۲۶۶  | شاهزاده مونه‌تاکا ۱۲۴۲–۱۲۷۴ ششمین شوگون : ۱۲۵۲–۱۲۶۶  | شاهزاده مونه‌تاکا ۱۲۴۲–۱۲۷۴ ششمین شوگون : ۱۲۵۲–۱۲۶۶  |  |  |                              |                              |                              |                              |                              |                              |
|  |  |                                                    |                                                    |                                                    |                                                    |                                                    |                                                    |  |  | تواین ایشی ۱۲۴۶–۱۳۲۹                                | تواین ایشی ۱۲۴۶–۱۳۲۹                                | تواین ایشی ۱۲۴۶–۱۳۲۹                                | تواین ایشی ۱۲۴۶–۱۳۲۹                                | تواین ایشی ۱۲۴۶–۱۳۲۹                                | تواین ایشی ۱۲۴۶–۱۳۲۹                                |  |  | هیساهیتو ۱۲۴۳–۱۳۰۴ امپراتور گو-فوکاکوسا ۱۲۴۶–۱۲۶۰(۸۹) | هیساهیتو ۱۲۴۳–۱۳۰۴ امپراتور گو-فوکاکوسا ۱۲۴۶–۱۲۶۰(۸۹) | هیساهیتو ۱۲۴۳–۱۳۰۴ امپراتور گو-فوکاکوسا ۱۲۴۶–۱۲۶۰(۸۹) | هیساهیتو ۱۲۴۳–۱۳۰۴ امپراتور گو-فوکاکوسا ۱۲۴۶–۱۲۶۰(۸۹) | هیساهیتو ۱۲۴۳–۱۳۰۴ امپراتور گو-فوکاکوسا ۱۲۴۶–۱۲۶۰(۸۹) | هیساهیتو ۱۲۴۳–۱۳۰۴ امپراتور گو-فوکاکوسا ۱۲۴۶–۱۲۶۰(۸۹) |  |  | سایئونجی (فوجیوارا) نو کیمیکو ۱۲۳۲–۱۳۰۴               | سایئونجی (فوجیوارا) نو کیمیکو ۱۲۳۲–۱۳۰۴               | سایئونجی (فوجیوارا) نو کیمیکو ۱۲۳۲–۱۳۰۴               | سایئونجی (فوجیوارا) نو کیمیکو ۱۲۳۲–۱۳۰۴               | سایئونجی (فوجیوارا) نو کیمیکو ۱۲۳۲–۱۳۰۴               | سایئونجی (فوجیوارا) نو کیمیکو ۱۲۳۲–۱۳۰۴               |                            |                            | توئین نو سانه‌کو ۱۲۴۵–۱۲۷۲                       | توئین نو سانه‌کو ۱۲۴۵–۱۲۷۲                       | توئین نو سانه‌کو ۱۲۴۵–۱۲۷۲                       | توئین نو سانه‌کو ۱۲۴۵–۱۲۷۲                       | توئین نو سانه‌کو ۱۲۴۵–۱۲۷۲                       | توئین نو سانه‌کو ۱۲۴۵–۱۲۷۲                       |  |  | تسونه‌هیتو ۱۲۴۹–۱۳۰۵ امپراتور کامه‌یاما ۱۲۶۰–۱۲۷۴(۹۰) | تسونه‌هیتو ۱۲۴۹–۱۳۰۵ امپراتور کامه‌یاما ۱۲۶۰–۱۲۷۴(۹۰) | تسونه‌هیتو ۱۲۴۹–۱۳۰۵ امپراتور کامه‌یاما ۱۲۶۰–۱۲۷۴(۹۰) | تسونه‌هیتو ۱۲۴۹–۱۳۰۵ امپراتور کامه‌یاما ۱۲۶۰–۱۲۷۴(۹۰) | تسونه‌هیتو ۱۲۴۹–۱۳۰۵ امپراتور کامه‌یاما ۱۲۶۰–۱۲۷۴(۹۰) | تسونه‌هیتو ۱۲۴۹–۱۳۰۵ امپراتور کامه‌یاما ۱۲۶۰–۱۲۷۴(۹۰) |  |  | فوجیوارا نو کیشی ۱۲۵۲–۱۳۱۸  | فوجیوارا نو کیشی ۱۲۵۲–۱۳۱۸  | فوجیوارا نو کیشی ۱۲۵۲–۱۳۱۸  | فوجیوارا نو کیشی ۱۲۵۲–۱۳۱۸  | فوجیوارا نو کیشی ۱۲۵۲–۱۳۱۸  | فوجیوارا نو کیشی ۱۲۵۲–۱۳۱۸  |  |  | شاهزاده مونه‌تاکا ۱۲۴۲–۱۲۷۴ ششمین شوگون : ۱۲۵۲–۱۲۶۶  | شاهزاده مونه‌تاکا ۱۲۴۲–۱۲۷۴ ششمین شوگون : ۱۲۵۲–۱۲۶۶  | شاهزاده مونه‌تاکا ۱۲۴۲–۱۲۷۴ ششمین شوگون : ۱۲۵۲–۱۲۶۶  | شاهزاده مونه‌تاکا ۱۲۴۲–۱۲۷۴ ششمین شوگون : ۱۲۵۲–۱۲۶۶  | شاهزاده مونه‌تاکا ۱۲۴۲–۱۲۷۴ ششمین شوگون : ۱۲۵۲–۱۲۶۶  | شاهزاده مونه‌تاکا ۱۲۴۲–۱۲۷۴ ششمین شوگون : ۱۲۵۲–۱۲۶۶  |  |  |                              |                              |                              |                              |                              |                              |
|  |  |                                                    |                                                    |                                                    |                                                    |                                                    |                                                    |  |  |                                                     |                                                     |                                                     |                                                     |                                                     |                                                     |  |  |                                                       |                                                       |                                                       |                                                       |                                                       |                                                       |  |  |                                                       |                                                       |                                                       |                                                       |                                                       |                                                       |                            |                            |                                                 |                                                 |                                                 |                                                 |                                                 |                                                 |  |  |                                                     |                                                     |                                                     |                                                     |                                                     |                                                     |  |  |                             |                             |                             |                             |                             |                             |  |  |                                                     |                                                     |                                                     |                                                     |                                                     |                                                     |  |  |                              |                              |                              |                              |                              |                              |
|  |  |                                                    |                                                    |                                                    |                                                    |                                                    |                                                    |  |  |                                                     |                                                     |                                                     |                                                     |                                                     |                                                     |  |  |                                                       |                                                       |                                                       |                                                       |                                                       |                                                       |  |  |                                                       |                                                       |                                                       |                                                       |                                                       |                                                       |                            |                            |                                                 |                                                 |                                                 |                                                 |                                                 |                                                 |  |  |                                                     |                                                     |                                                     |                                                     |                                                     |                                                     |  |  |                             |                             |                             |                             |                             |                             |  |  |                                                     |                                                     |                                                     |                                                     |                                                     |                                                     |  |  |                              |                              |                              |                              |                              |                              |
|  |  | توئین سائه‌کو ۱۲۶۵–۱۳۳۶                             | توئین سائه‌کو ۱۲۶۵–۱۳۳۶                             | توئین سائه‌کو ۱۲۶۵–۱۳۳۶                             | توئین سائه‌کو ۱۲۶۵–۱۳۳۶                             | توئین سائه‌کو ۱۲۶۵–۱۳۳۶                             | توئین سائه‌کو ۱۲۶۵–۱۳۳۶                             |  |  | هیروهیتو ۱۲۶۵–۱۳۱۷ امپراتور فوشیمی ۱۲۸۷–۱۲۹۸(۹۲)    | هیروهیتو ۱۲۶۵–۱۳۱۷ امپراتور فوشیمی ۱۲۸۷–۱۲۹۸(۹۲)    | هیروهیتو ۱۲۶۵–۱۳۱۷ امپراتور فوشیمی ۱۲۸۷–۱۲۹۸(۹۲)    | هیروهیتو ۱۲۶۵–۱۳۱۷ امپراتور فوشیمی ۱۲۸۷–۱۲۹۸(۹۲)    | هیروهیتو ۱۲۶۵–۱۳۱۷ امپراتور فوشیمی ۱۲۸۷–۱۲۹۸(۹۲)    | هیروهیتو ۱۲۶۵–۱۳۱۷ امپراتور فوشیمی ۱۲۸۷–۱۲۹۸(۹۲)    |  |  | شاهزاده هیساآکی ۱۲۷۹–۱۳۰۸ هشتمین شوگون : ۱۲۸۹–۱۳۰۸    | شاهزاده هیساآکی ۱۲۷۹–۱۳۰۸ هشتمین شوگون : ۱۲۸۹–۱۳۰۸    | شاهزاده هیساآکی ۱۲۷۹–۱۳۰۸ هشتمین شوگون : ۱۲۸۹–۱۳۰۸    | شاهزاده هیساآکی ۱۲۷۹–۱۳۰۸ هشتمین شوگون : ۱۲۸۹–۱۳۰۸    | شاهزاده هیساآکی ۱۲۷۹–۱۳۰۸ هشتمین شوگون : ۱۲۸۹–۱۳۰۸    | شاهزاده هیساآکی ۱۲۷۹–۱۳۰۸ هشتمین شوگون : ۱۲۸۹–۱۳۰۸    |  |  | شاهدخت ریشی ۱۲۷۰–۱۳۰۷                                 | شاهدخت ریشی ۱۲۷۰–۱۳۰۷                                 | شاهدخت ریشی ۱۲۷۰–۱۳۰۷                                 | شاهدخت ریشی ۱۲۷۰–۱۳۰۷                                 | شاهدخت ریشی ۱۲۷۰–۱۳۰۷                                 | شاهدخت ریشی ۱۲۷۰–۱۳۰۷                                 |                            |                            | یوهیتو ۱۲۶۷–۱۳۲۴ امپراتور گو-اودا ۱۲۷۴–۱۲۸۷(۹۱) | یوهیتو ۱۲۶۷–۱۳۲۴ امپراتور گو-اودا ۱۲۷۴–۱۲۸۷(۹۱) | یوهیتو ۱۲۶۷–۱۳۲۴ امپراتور گو-اودا ۱۲۷۴–۱۲۸۷(۹۱) | یوهیتو ۱۲۶۷–۱۳۲۴ امپراتور گو-اودا ۱۲۷۴–۱۲۸۷(۹۱) | یوهیتو ۱۲۶۷–۱۳۲۴ امپراتور گو-اودا ۱۲۷۴–۱۲۸۷(۹۱) | یوهیتو ۱۲۶۷–۱۳۲۴ امپراتور گو-اودا ۱۲۷۴–۱۲۸۷(۹۱) |  |  |                                                     |                                                     |                                                     |                                                     |                                                     |                                                     |  |  |                             |                             |                             |                             |                             |                             |  |  | شاهزاده کوره‌یاسو ۱۲۶۴–۱۳۲۶ هفتمین شوگون : ۱۲۶۶–۱۲۸۹ | شاهزاده کوره‌یاسو ۱۲۶۴–۱۳۲۶ هفتمین شوگون : ۱۲۶۶–۱۲۸۹ | شاهزاده کوره‌یاسو ۱۲۶۴–۱۳۲۶ هفتمین شوگون : ۱۲۶۶–۱۲۸۹ | شاهزاده کوره‌یاسو ۱۲۶۴–۱۳۲۶ هفتمین شوگون : ۱۲۶۶–۱۲۸۹ | شاهزاده کوره‌یاسو ۱۲۶۴–۱۳۲۶ هفتمین شوگون : ۱۲۶۶–۱۲۸۹ | شاهزاده کوره‌یاسو ۱۲۶۴–۱۳۲۶ هفتمین شوگون : ۱۲۶۶–۱۲۸۹ |  |  |                              |                              |                              |                              |                              |                              |
|  |  | توئین سائه‌کو ۱۲۶۵–۱۳۳۶                             | توئین سائه‌کو ۱۲۶۵–۱۳۳۶                             | توئین سائه‌کو ۱۲۶۵–۱۳۳۶                             | توئین سائه‌کو ۱۲۶۵–۱۳۳۶                             | توئین سائه‌کو ۱۲۶۵–۱۳۳۶                             | توئین سائه‌کو ۱۲۶۵–۱۳۳۶                             |  |  | هیروهیتو ۱۲۶۵–۱۳۱۷ امپراتور فوشیمی ۱۲۸۷–۱۲۹۸(۹۲)    | هیروهیتو ۱۲۶۵–۱۳۱۷ امپراتور فوشیمی ۱۲۸۷–۱۲۹۸(۹۲)    | هیروهیتو ۱۲۶۵–۱۳۱۷ امپراتور فوشیمی ۱۲۸۷–۱۲۹۸(۹۲)    | هیروهیتو ۱۲۶۵–۱۳۱۷ امپراتور فوشیمی ۱۲۸۷–۱۲۹۸(۹۲)    | هیروهیتو ۱۲۶۵–۱۳۱۷ امپراتور فوشیمی ۱۲۸۷–۱۲۹۸(۹۲)    | هیروهیتو ۱۲۶۵–۱۳۱۷ امپراتور فوشیمی ۱۲۸۷–۱۲۹۸(۹۲)    |  |  | شاهزاده هیساآکی ۱۲۷۹–۱۳۰۸ هشتمین شوگون : ۱۲۸۹–۱۳۰۸    | شاهزاده هیساآکی ۱۲۷۹–۱۳۰۸ هشتمین شوگون : ۱۲۸۹–۱۳۰۸    | شاهزاده هیساآکی ۱۲۷۹–۱۳۰۸ هشتمین شوگون : ۱۲۸۹–۱۳۰۸    | شاهزاده هیساآکی ۱۲۷۹–۱۳۰۸ هشتمین شوگون : ۱۲۸۹–۱۳۰۸    | شاهزاده هیساآکی ۱۲۷۹–۱۳۰۸ هشتمین شوگون : ۱۲۸۹–۱۳۰۸    | شاهزاده هیساآکی ۱۲۷۹–۱۳۰۸ هشتمین شوگون : ۱۲۸۹–۱۳۰۸    |  |  | شاهدخت ریشی ۱۲۷۰–۱۳۰۷                                 | شاهدخت ریشی ۱۲۷۰–۱۳۰۷                                 | شاهدخت ریشی ۱۲۷۰–۱۳۰۷                                 | شاهدخت ریشی ۱۲۷۰–۱۳۰۷                                 | شاهدخت ریشی ۱۲۷۰–۱۳۰۷                                 | شاهدخت ریشی ۱۲۷۰–۱۳۰۷                                 |                            |                            | یوهیتو ۱۲۶۷–۱۳۲۴ امپراتور گو-اودا ۱۲۷۴–۱۲۸۷(۹۱) | یوهیتو ۱۲۶۷–۱۳۲۴ امپراتور گو-اودا ۱۲۷۴–۱۲۸۷(۹۱) | یوهیتو ۱۲۶۷–۱۳۲۴ امپراتور گو-اودا ۱۲۷۴–۱۲۸۷(۹۱) | یوهیتو ۱۲۶۷–۱۳۲۴ امپراتور گو-اودا ۱۲۷۴–۱۲۸۷(۹۱) | یوهیتو ۱۲۶۷–۱۳۲۴ امپراتور گو-اودا ۱۲۷۴–۱۲۸۷(۹۱) | یوهیتو ۱۲۶۷–۱۳۲۴ امپراتور گو-اودا ۱۲۷۴–۱۲۸۷(۹۱) |  |  |                                                     |                                                     |                                                     |                                                     |                                                     |                                                     |  |  |                             |                             |                             |                             |                             |                             |  |  | شاهزاده کوره‌یاسو ۱۲۶۴–۱۳۲۶ هفتمین شوگون : ۱۲۶۶–۱۲۸۹ | شاهزاده کوره‌یاسو ۱۲۶۴–۱۳۲۶ هفتمین شوگون : ۱۲۶۶–۱۲۸۹ | شاهزاده کوره‌یاسو ۱۲۶۴–۱۳۲۶ هفتمین شوگون : ۱۲۶۶–۱۲۸۹ | شاهزاده کوره‌یاسو ۱۲۶۴–۱۳۲۶ هفتمین شوگون : ۱۲۶۶–۱۲۸۹ | شاهزاده کوره‌یاسو ۱۲۶۴–۱۳۲۶ هفتمین شوگون : ۱۲۶۶–۱۲۸۹ | شاهزاده کوره‌یاسو ۱۲۶۴–۱۳۲۶ هفتمین شوگون : ۱۲۶۶–۱۲۸۹ |  |  |                              |                              |                              |                              |                              |                              |
|  |  |                                                    |                                                    |                                                    |                                                    |                                                    |                                                    |  |  |                                                     |                                                     |                                                     |                                                     |                                                     |                                                     |  |  |                                                       |                                                       |                                                       |                                                       |                                                       |                                                       |  |  |                                                       |                                                       |                                                       |                                                       |                                                       |                                                       |                            |                            |                                                 |                                                 |                                                 |                                                 |                                                 |                                                 |  |  |                                                     |                                                     |                                                     |                                                     |                                                     |                                                     |  |  |                             |                             |                             |                             |                             |                             |  |  |                                                     |                                                     |                                                     |                                                     |                                                     |                                                     |  |  |                              |                              |                              |                              |                              |                              |
|  |  |                                                    |                                                    |                                                    |                                                    |                                                    |                                                    |  |  |                                                     |                                                     |                                                     |                                                     |                                                     |                                                     |  |  |                                                       |                                                       |                                                       |                                                       |                                                       |                                                       |  |  |                                                       |                                                       |                                                       |                                                       |                                                       |                                                       |                            |                            |                                                 |                                                 |                                                 |                                                 |                                                 |                                                 |  |  |                                                     |                                                     |                                                     |                                                     |                                                     |                                                     |  |  |                             |                             |                             |                             |                             |                             |  |  |                                                     |                                                     |                                                     |                                                     |                                                     |                                                     |  |  |                              |                              |                              |                              |                              |                              |
|  |  | تومی‌هیتو ۱۲۹۷–۱۳۴۸ امپراتور هانازونو ۱۳۰۸–۱۳۱۸(95) | تومی‌هیتو ۱۲۹۷–۱۳۴۸ امپراتور هانازونو ۱۳۰۸–۱۳۱۸(95) | تومی‌هیتو ۱۲۹۷–۱۳۴۸ امپراتور هانازونو ۱۳۰۸–۱۳۱۸(95) | تومی‌هیتو ۱۲۹۷–۱۳۴۸ امپراتور هانازونو ۱۳۰۸–۱۳۱۸(95) | تومی‌هیتو ۱۲۹۷–۱۳۴۸ امپراتور هانازونو ۱۳۰۸–۱۳۱۸(95) | تومی‌هیتو ۱۲۹۷–۱۳۴۸ امپراتور هانازونو ۱۳۰۸–۱۳۱۸(95) |  |  | تانه‌هیتو ۱۲۸۸–۱۳۳۶ امپراتور گو-فوشیمی ۱۲۹۸–۱۳۰۱(۹۳) | تانه‌هیتو ۱۲۸۸–۱۳۳۶ امپراتور گو-فوشیمی ۱۲۹۸–۱۳۰۱(۹۳) | تانه‌هیتو ۱۲۸۸–۱۳۳۶ امپراتور گو-فوشیمی ۱۲۹۸–۱۳۰۱(۹۳) | تانه‌هیتو ۱۲۸۸–۱۳۳۶ امپراتور گو-فوشیمی ۱۲۹۸–۱۳۰۱(۹۳) | تانه‌هیتو ۱۲۸۸–۱۳۳۶ امپراتور گو-فوشیمی ۱۲۹۸–۱۳۰۱(۹۳) | تانه‌هیتو ۱۲۸۸–۱۳۳۶ امپراتور گو-فوشیمی ۱۲۹۸–۱۳۰۱(۹۳) |  |  | شاهزاده موریکونی ۱۳۰۱–۱۳۳۳ نهمین شوگون : ۱۳۰۸–۱۳۳۳    | شاهزاده موریکونی ۱۳۰۱–۱۳۳۳ نهمین شوگون : ۱۳۰۸–۱۳۳۳    | شاهزاده موریکونی ۱۳۰۱–۱۳۳۳ نهمین شوگون : ۱۳۰۸–۱۳۳۳    | شاهزاده موریکونی ۱۳۰۱–۱۳۳۳ نهمین شوگون : ۱۳۰۸–۱۳۳۳    | شاهزاده موریکونی ۱۳۰۱–۱۳۳۳ نهمین شوگون : ۱۳۰۸–۱۳۳۳    | شاهزاده موریکونی ۱۳۰۱–۱۳۳۳ نهمین شوگون : ۱۳۰۸–۱۳۳۳    |  |  | تاکاهارو ۱۲۸۸–۱۳۳۹ امپراتور گودایگو ۱۳۱۸–۱۳۳۹(۹۶)     | تاکاهارو ۱۲۸۸–۱۳۳۹ امپراتور گودایگو ۱۳۱۸–۱۳۳۹(۹۶)     | تاکاهارو ۱۲۸۸–۱۳۳۹ امپراتور گودایگو ۱۳۱۸–۱۳۳۹(۹۶)     | تاکاهارو ۱۲۸۸–۱۳۳۹ امپراتور گودایگو ۱۳۱۸–۱۳۳۹(۹۶)     | تاکاهارو ۱۲۸۸–۱۳۳۹ امپراتور گودایگو ۱۳۱۸–۱۳۳۹(۹۶)     | تاکاهارو ۱۲۸۸–۱۳۳۹ امپراتور گودایگو ۱۳۱۸–۱۳۳۹(۹۶)     |                            |                            | سایئونجی نو کیشی ۱۳۰۳–۱۳۳۳                      | سایئونجی نو کیشی ۱۳۰۳–۱۳۳۳                      | سایئونجی نو کیشی ۱۳۰۳–۱۳۳۳                      | سایئونجی نو کیشی ۱۳۰۳–۱۳۳۳                      | سایئونجی نو کیشی ۱۳۰۳–۱۳۳۳                      | سایئونجی نو کیشی ۱۳۰۳–۱۳۳۳                      |  |  | کونیهارو ۱۲۸۵–۱۳۰۸ امپراتور گو-نیجو ۱۳۰۱–۱۳۰۸(۹۴)   | کونیهارو ۱۲۸۵–۱۳۰۸ امپراتور گو-نیجو ۱۳۰۱–۱۳۰۸(۹۴)   | کونیهارو ۱۲۸۵–۱۳۰۸ امپراتور گو-نیجو ۱۳۰۱–۱۳۰۸(۹۴)   | کونیهارو ۱۲۸۵–۱۳۰۸ امپراتور گو-نیجو ۱۳۰۱–۱۳۰۸(۹۴)   | کونیهارو ۱۲۸۵–۱۳۰۸ امپراتور گو-نیجو ۱۳۰۱–۱۳۰۸(۹۴)   | کونیهارو ۱۲۸۵–۱۳۰۸ امپراتور گو-نیجو ۱۳۰۱–۱۳۰۸(۹۴)   |  |  | فوجیوارا نو کینشی ۱۲۷۱–۱۳۴۲ | فوجیوارا نو کینشی ۱۲۷۱–۱۳۴۲ | فوجیوارا نو کینشی ۱۲۷۱–۱۳۴۲ | فوجیوارا نو کینشی ۱۲۷۱–۱۳۴۲ | فوجیوارا نو کینشی ۱۲۷۱–۱۳۴۲ | فوجیوارا نو کینشی ۱۲۷۱–۱۳۴۲ |  |  |                                                     |                                                     |                                                     |                                                     |                                                     |                                                     |  |  |                              |                              |                              |                              |                              |                              |
|  |  | تومی‌هیتو ۱۲۹۷–۱۳۴۸ امپراتور هانازونو ۱۳۰۸–۱۳۱۸(95) | تومی‌هیتو ۱۲۹۷–۱۳۴۸ امپراتور هانازونو ۱۳۰۸–۱۳۱۸(95) | تومی‌هیتو ۱۲۹۷–۱۳۴۸ امپراتور هانازونو ۱۳۰۸–۱۳۱۸(95) | تومی‌هیتو ۱۲۹۷–۱۳۴۸ امپراتور هانازونو ۱۳۰۸–۱۳۱۸(95) | تومی‌هیتو ۱۲۹۷–۱۳۴۸ امپراتور هانازونو ۱۳۰۸–۱۳۱۸(95) | تومی‌هیتو ۱۲۹۷–۱۳۴۸ امپراتور هانازونو ۱۳۰۸–۱۳۱۸(95) |  |  | تانه‌هیتو ۱۲۸۸–۱۳۳۶ امپراتور گو-فوشیمی ۱۲۹۸–۱۳۰۱(۹۳) | تانه‌هیتو ۱۲۸۸–۱۳۳۶ امپراتور گو-فوشیمی ۱۲۹۸–۱۳۰۱(۹۳) | تانه‌هیتو ۱۲۸۸–۱۳۳۶ امپراتور گو-فوشیمی ۱۲۹۸–۱۳۰۱(۹۳) | تانه‌هیتو ۱۲۸۸–۱۳۳۶ امپراتور گو-فوشیمی ۱۲۹۸–۱۳۰۱(۹۳) | تانه‌هیتو ۱۲۸۸–۱۳۳۶ امپراتور گو-فوشیمی ۱۲۹۸–۱۳۰۱(۹۳) | تانه‌هیتو ۱۲۸۸–۱۳۳۶ امپراتور گو-فوشیمی ۱۲۹۸–۱۳۰۱(۹۳) |  |  | شاهزاده موریکونی ۱۳۰۱–۱۳۳۳ نهمین شوگون : ۱۳۰۸–۱۳۳۳    | شاهزاده موریکونی ۱۳۰۱–۱۳۳۳ نهمین شوگون : ۱۳۰۸–۱۳۳۳    | شاهزاده موریکونی ۱۳۰۱–۱۳۳۳ نهمین شوگون : ۱۳۰۸–۱۳۳۳    | شاهزاده موریکونی ۱۳۰۱–۱۳۳۳ نهمین شوگون : ۱۳۰۸–۱۳۳۳    | شاهزاده موریکونی ۱۳۰۱–۱۳۳۳ نهمین شوگون : ۱۳۰۸–۱۳۳۳    | شاهزاده موریکونی ۱۳۰۱–۱۳۳۳ نهمین شوگون : ۱۳۰۸–۱۳۳۳    |  |  | تاکاهارو ۱۲۸۸–۱۳۳۹ امپراتور گودایگو ۱۳۱۸–۱۳۳۹(۹۶)     | تاکاهارو ۱۲۸۸–۱۳۳۹ امپراتور گودایگو ۱۳۱۸–۱۳۳۹(۹۶)     | تاکاهارو ۱۲۸۸–۱۳۳۹ امپراتور گودایگو ۱۳۱۸–۱۳۳۹(۹۶)     | تاکاهارو ۱۲۸۸–۱۳۳۹ امپراتور گودایگو ۱۳۱۸–۱۳۳۹(۹۶)     | تاکاهارو ۱۲۸۸–۱۳۳۹ امپراتور گودایگو ۱۳۱۸–۱۳۳۹(۹۶)     | تاکاهارو ۱۲۸۸–۱۳۳۹ امپراتور گودایگو ۱۳۱۸–۱۳۳۹(۹۶)     |                            |                            | سایئونجی نو کیشی ۱۳۰۳–۱۳۳۳                      | سایئونجی نو کیشی ۱۳۰۳–۱۳۳۳                      | سایئونجی نو کیشی ۱۳۰۳–۱۳۳۳                      | سایئونجی نو کیشی ۱۳۰۳–۱۳۳۳                      | سایئونجی نو کیشی ۱۳۰۳–۱۳۳۳                      | سایئونجی نو کیشی ۱۳۰۳–۱۳۳۳                      |  |  | کونیهارو ۱۲۸۵–۱۳۰۸ امپراتور گو-نیجو ۱۳۰۱–۱۳۰۸(۹۴)   | کونیهارو ۱۲۸۵–۱۳۰۸ امپراتور گو-نیجو ۱۳۰۱–۱۳۰۸(۹۴)   | کونیهارو ۱۲۸۵–۱۳۰۸ امپراتور گو-نیجو ۱۳۰۱–۱۳۰۸(۹۴)   | کونیهارو ۱۲۸۵–۱۳۰۸ امپراتور گو-نیجو ۱۳۰۱–۱۳۰۸(۹۴)   | کونیهارو ۱۲۸۵–۱۳۰۸ امپراتور گو-نیجو ۱۳۰۱–۱۳۰۸(۹۴)   | کونیهارو ۱۲۸۵–۱۳۰۸ امپراتور گو-نیجو ۱۳۰۱–۱۳۰۸(۹۴)   |  |  | فوجیوارا نو کینشی ۱۲۷۱–۱۳۴۲ | فوجیوارا نو کینشی ۱۲۷۱–۱۳۴۲ | فوجیوارا نو کینشی ۱۲۷۱–۱۳۴۲ | فوجیوارا نو کینشی ۱۲۷۱–۱۳۴۲ | فوجیوارا نو کینشی ۱۲۷۱–۱۳۴۲ | فوجیوارا نو کینشی ۱۲۷۱–۱۳۴۲ |  |  |                                                     |                                                     |                                                     |                                                     |                                                     |                                                     |  |  |                              |                              |                              |                              |                              |                              |
|  |  |                                                    |                                                    |                                                    |                                                    |                                                    |                                                    |  |  |                                                     |                                                     |                                                     |                                                     |                                                     |                                                     |  |  |                                                       |                                                       |                                                       |                                                       |                                                       |                                                       |  |  |                                                       |                                                       |                                                       |                                                       |                                                       |                                                       |                            |                            |                                                 |                                                 |                                                 |                                                 |                                                 |                                                 |  |  |                                                     |                                                     |                                                     |                                                     |                                                     |                                                     |  |  |                             |                             |                             |                             |                             |                             |  |  |                                                     |                                                     |                                                     |                                                     |                                                     |                                                     |  |  |                              |                              |                              |                              |                              |                              |
|  |  |                                                    |                                                    |                                                    |                                                    |                                                    |                                                    |  |  |                                                     |                                                     |                                                     |                                                     |                                                     |                                                     |  |  |                                                       |                                                       |                                                       |                                                       |                                                       |                                                       |  |  |                                                       |                                                       |                                                       |                                                       |                                                       |                                                       |                            |                            |                                                 |                                                 |                                                 |                                                 |                                                 |                                                 |  |  |                                                     |                                                     |                                                     |                                                     |                                                     |                                                     |  |  |                             |                             |                             |                             |                             |                             |  |  |                                                     |                                                     |                                                     |                                                     |                                                     |                                                     |  |  |                              |                              |                              |                              |                              |                              |
|  |  | یوتاهیتو ۱۳۲۲–۱۳۸۰ امپراتور کومیو ۱۳۳۶–۱۳۴۸        | یوتاهیتو ۱۳۲۲–۱۳۸۰ امپراتور کومیو ۱۳۳۶–۱۳۴۸        | یوتاهیتو ۱۳۲۲–۱۳۸۰ امپراتور کومیو ۱۳۳۶–۱۳۴۸        | یوتاهیتو ۱۳۲۲–۱۳۸۰ امپراتور کومیو ۱۳۳۶–۱۳۴۸        | یوتاهیتو ۱۳۲۲–۱۳۸۰ امپراتور کومیو ۱۳۳۶–۱۳۴۸        | یوتاهیتو ۱۳۲۲–۱۳۸۰ امپراتور کومیو ۱۳۳۶–۱۳۴۸        |  |  | کازوهیتو ۱۳۱۳–۱۳۴۸ امپراتور کوگون ۱۳۳۲–۱۳۳۴         | کازوهیتو ۱۳۱۳–۱۳۴۸ امپراتور کوگون ۱۳۳۲–۱۳۳۴         | کازوهیتو ۱۳۱۳–۱۳۴۸ امپراتور کوگون ۱۳۳۲–۱۳۳۴         | کازوهیتو ۱۳۱۳–۱۳۴۸ امپراتور کوگون ۱۳۳۲–۱۳۳۴         | کازوهیتو ۱۳۱۳–۱۳۴۸ امپراتور کوگون ۱۳۳۲–۱۳۳۴         | کازوهیتو ۱۳۱۳–۱۳۴۸ امپراتور کوگون ۱۳۳۲–۱۳۳۴         |  |  | شاهدخت جونشی ۱۳۱۱–۱۳۳۷                                | شاهدخت جونشی ۱۳۱۱–۱۳۳۷                                | شاهدخت جونشی ۱۳۱۱–۱۳۳۷                                | شاهدخت جونشی ۱۳۱۱–۱۳۳۷                                | شاهدخت جونشی ۱۳۱۱–۱۳۳۷                                | شاهدخت جونشی ۱۳۱۱–۱۳۳۷                                |  |  | نوری‌یوشی ۱۳۲۸–۱۳۶۸ امپراتور گو-موراکامی ۱۳۳۹–۱۳۶۸(۹۷) | نوری‌یوشی ۱۳۲۸–۱۳۶۸ امپراتور گو-موراکامی ۱۳۳۹–۱۳۶۸(۹۷) | نوری‌یوشی ۱۳۲۸–۱۳۶۸ امپراتور گو-موراکامی ۱۳۳۹–۱۳۶۸(۹۷) | نوری‌یوشی ۱۳۲۸–۱۳۶۸ امپراتور گو-موراکامی ۱۳۳۹–۱۳۶۸(۹۷) | نوری‌یوشی ۱۳۲۸–۱۳۶۸ امپراتور گو-موراکامی ۱۳۳۹–۱۳۶۸(۹۷) | نوری‌یوشی ۱۳۲۸–۱۳۶۸ امپراتور گو-موراکامی ۱۳۳۹–۱۳۶۸(۹۷) |                            |                            | شاهزاده مورییوشی ۱۳۰۸–۱۳۳۵ شوگون : ۱۳۳۳–۱۳۳۴    | شاهزاده مورییوشی ۱۳۰۸–۱۳۳۵ شوگون : ۱۳۳۳–۱۳۳۴    | شاهزاده مورییوشی ۱۳۰۸–۱۳۳۵ شوگون : ۱۳۳۳–۱۳۳۴    | شاهزاده مورییوشی ۱۳۰۸–۱۳۳۵ شوگون : ۱۳۳۳–۱۳۳۴    | شاهزاده مورییوشی ۱۳۰۸–۱۳۳۵ شوگون : ۱۳۳۳–۱۳۳۴    | شاهزاده مورییوشی ۱۳۰۸–۱۳۳۵ شوگون : ۱۳۳۳–۱۳۳۴    |  |  | شاهزاده ناریناگا ۱۳۲۶–۱۳۳۸/۱۳۴۴ شوگون : ۱۳۳۴–۱۳۳۸   | شاهزاده ناریناگا ۱۳۲۶–۱۳۳۸/۱۳۴۴ شوگون : ۱۳۳۴–۱۳۳۸   | شاهزاده ناریناگا ۱۳۲۶–۱۳۳۸/۱۳۴۴ شوگون : ۱۳۳۴–۱۳۳۸   | شاهزاده ناریناگا ۱۳۲۶–۱۳۳۸/۱۳۴۴ شوگون : ۱۳۳۴–۱۳۳۸   | شاهزاده ناریناگا ۱۳۲۶–۱۳۳۸/۱۳۴۴ شوگون : ۱۳۳۴–۱۳۳۸   | شاهزاده ناریناگا ۱۳۲۶–۱۳۳۸/۱۳۴۴ شوگون : ۱۳۳۴–۱۳۳۸   |  |  | شاهزاده تسونه‌ناگا ۱۳۲۴–۱۳۳۸ | شاهزاده تسونه‌ناگا ۱۳۲۴–۱۳۳۸ | شاهزاده تسونه‌ناگا ۱۳۲۴–۱۳۳۸ | شاهزاده تسونه‌ناگا ۱۳۲۴–۱۳۳۸ | شاهزاده تسونه‌ناگا ۱۳۲۴–۱۳۳۸ | شاهزاده تسونه‌ناگا ۱۳۲۴–۱۳۳۸ |  |  | شاهزاده مونه‌ناگا ۱۳۱۱–c.۱۳۸۵                        | شاهزاده مونه‌ناگا ۱۳۱۱–c.۱۳۸۵                        | شاهزاده مونه‌ناگا ۱۳۱۱–c.۱۳۸۵                        | شاهزاده مونه‌ناگا ۱۳۱۱–c.۱۳۸۵                        | شاهزاده مونه‌ناگا ۱۳۱۱–c.۱۳۸۵                        | شاهزاده مونه‌ناگا ۱۳۱۱–c.۱۳۸۵                        |  |  | شاهزاده کانه‌یوشی c.۱۳۲۹–۱۳۸۳ | شاهزاده کانه‌یوشی c.۱۳۲۹–۱۳۸۳ | شاهزاده کانه‌یوشی c.۱۳۲۹–۱۳۸۳ | شاهزاده کانه‌یوشی c.۱۳۲۹–۱۳۸۳ | شاهزاده کانه‌یوشی c.۱۳۲۹–۱۳۸۳ | شاهزاده کانه‌یوشی c.۱۳۲۹–۱۳۸۳ |
|  |  | یوتاهیتو ۱۳۲۲–۱۳۸۰ امپراتور کومیو ۱۳۳۶–۱۳۴۸        | یوتاهیتو ۱۳۲۲–۱۳۸۰ امپراتور کومیو ۱۳۳۶–۱۳۴۸        | یوتاهیتو ۱۳۲۲–۱۳۸۰ امپراتور کومیو ۱۳۳۶–۱۳۴۸        | یوتاهیتو ۱۳۲۲–۱۳۸۰ امپراتور کومیو ۱۳۳۶–۱۳۴۸        | یوتاهیتو ۱۳۲۲–۱۳۸۰ امپراتور کومیو ۱۳۳۶–۱۳۴۸        | یوتاهیتو ۱۳۲۲–۱۳۸۰ امپراتور کومیو ۱۳۳۶–۱۳۴۸        |  |  | کازوهیتو ۱۳۱۳–۱۳۴۸ امپراتور کوگون ۱۳۳۲–۱۳۳۴         | کازوهیتو ۱۳۱۳–۱۳۴۸ امپراتور کوگون ۱۳۳۲–۱۳۳۴         | کازوهیتو ۱۳۱۳–۱۳۴۸ امپراتور کوگون ۱۳۳۲–۱۳۳۴         | کازوهیتو ۱۳۱۳–۱۳۴۸ امپراتور کوگون ۱۳۳۲–۱۳۳۴         | کازوهیتو ۱۳۱۳–۱۳۴۸ امپراتور کوگون ۱۳۳۲–۱۳۳۴         | کازوهیتو ۱۳۱۳–۱۳۴۸ امپراتور کوگون ۱۳۳۲–۱۳۳۴         |  |  | شاهدخت جونشی ۱۳۱۱–۱۳۳۷                                | شاهدخت جونشی ۱۳۱۱–۱۳۳۷                                | شاهدخت جونشی ۱۳۱۱–۱۳۳۷                                | شاهدخت جونشی ۱۳۱۱–۱۳۳۷                                | شاهدخت جونشی ۱۳۱۱–۱۳۳۷                                | شاهدخت جونشی ۱۳۱۱–۱۳۳۷                                |  |  | نوری‌یوشی ۱۳۲۸–۱۳۶۸ امپراتور گو-موراکامی ۱۳۳۹–۱۳۶۸(۹۷) | نوری‌یوشی ۱۳۲۸–۱۳۶۸ امپراتور گو-موراکامی ۱۳۳۹–۱۳۶۸(۹۷) | نوری‌یوشی ۱۳۲۸–۱۳۶۸ امپراتور گو-موراکامی ۱۳۳۹–۱۳۶۸(۹۷) | نوری‌یوشی ۱۳۲۸–۱۳۶۸ امپراتور گو-موراکامی ۱۳۳۹–۱۳۶۸(۹۷) | نوری‌یوشی ۱۳۲۸–۱۳۶۸ امپراتور گو-موراکامی ۱۳۳۹–۱۳۶۸(۹۷) | نوری‌یوشی ۱۳۲۸–۱۳۶۸ امپراتور گو-موراکامی ۱۳۳۹–۱۳۶۸(۹۷) |                            |                            | شاهزاده مورییوشی ۱۳۰۸–۱۳۳۵ شوگون : ۱۳۳۳–۱۳۳۴    | شاهزاده مورییوشی ۱۳۰۸–۱۳۳۵ شوگون : ۱۳۳۳–۱۳۳۴    | شاهزاده مورییوشی ۱۳۰۸–۱۳۳۵ شوگون : ۱۳۳۳–۱۳۳۴    | شاهزاده مورییوشی ۱۳۰۸–۱۳۳۵ شوگون : ۱۳۳۳–۱۳۳۴    | شاهزاده مورییوشی ۱۳۰۸–۱۳۳۵ شوگون : ۱۳۳۳–۱۳۳۴    | شاهزاده مورییوشی ۱۳۰۸–۱۳۳۵ شوگون : ۱۳۳۳–۱۳۳۴    |  |  | شاهزاده ناریناگا ۱۳۲۶–۱۳۳۸/۱۳۴۴ شوگون : ۱۳۳۴–۱۳۳۸   | شاهزاده ناریناگا ۱۳۲۶–۱۳۳۸/۱۳۴۴ شوگون : ۱۳۳۴–۱۳۳۸   | شاهزاده ناریناگا ۱۳۲۶–۱۳۳۸/۱۳۴۴ شوگون : ۱۳۳۴–۱۳۳۸   | شاهزاده ناریناگا ۱۳۲۶–۱۳۳۸/۱۳۴۴ شوگون : ۱۳۳۴–۱۳۳۸   | شاهزاده ناریناگا ۱۳۲۶–۱۳۳۸/۱۳۴۴ شوگون : ۱۳۳۴–۱۳۳۸   | شاهزاده ناریناگا ۱۳۲۶–۱۳۳۸/۱۳۴۴ شوگون : ۱۳۳۴–۱۳۳۸   |  |  | شاهزاده تسونه‌ناگا ۱۳۲۴–۱۳۳۸ | شاهزاده تسونه‌ناگا ۱۳۲۴–۱۳۳۸ | شاهزاده تسونه‌ناگا ۱۳۲۴–۱۳۳۸ | شاهزاده تسونه‌ناگا ۱۳۲۴–۱۳۳۸ | شاهزاده تسونه‌ناگا ۱۳۲۴–۱۳۳۸ | شاهزاده تسونه‌ناگا ۱۳۲۴–۱۳۳۸ |  |  | شاهزاده مونه‌ناگا ۱۳۱۱–c.۱۳۸۵                        | شاهزاده مونه‌ناگا ۱۳۱۱–c.۱۳۸۵                        | شاهزاده مونه‌ناگا ۱۳۱۱–c.۱۳۸۵                        | شاهزاده مونه‌ناگا ۱۳۱۱–c.۱۳۸۵                        | شاهزاده مونه‌ناگا ۱۳۱۱–c.۱۳۸۵                        | شاهزاده مونه‌ناگا ۱۳۱۱–c.۱۳۸۵                        |  |  | شاهزاده کانه‌یوشی c.۱۳۲۹–۱۳۸۳ | شاهزاده کانه‌یوشی c.۱۳۲۹–۱۳۸۳ | شاهزاده کانه‌یوشی c.۱۳۲۹–۱۳۸۳ | شاهزاده کانه‌یوشی c.۱۳۲۹–۱۳۸۳ | شاهزاده کانه‌یوشی c.۱۳۲۹–۱۳۸۳ | شاهزاده کانه‌یوشی c.۱۳۲۹–۱۳۸۳ |